# Thue-Morse-sekvensen
Thue-Morse-sekvensen (nogle gange kaldet Prouhet–Thue–Morse-sekvensen) er en uendelig binær sekvens (består af 1'er og 0'er), som kan genereres ved at starte med et 0 og derefter blive ved med tilføje IKKE funktionen (også kaldet NOT funktionen) af den nuværende sekvens (0 bliver 1 og 1 bliver 0) til enden af sekvensen: 0 1 10 1001 10010110... En mere formel måde at beskrive dette på er ved iterationen T(n+1)=T(n)+2^(2n)*NOT(T(n)) og T(1)=2, der vil lim x→uendelig T(x) være Thue-Morse sekvensen vendt om og konverteret fra binær til 10-tals-systemet.
Sekvensen lyder: 01101001100101101001011001101001... (sekvens A010060 i OEIS)
Der eksisterer også en konstant kaldet Prouhet-Thue-Morse-konstanten som er 0.011010011... i binær (0.412454033...)